# Brantford

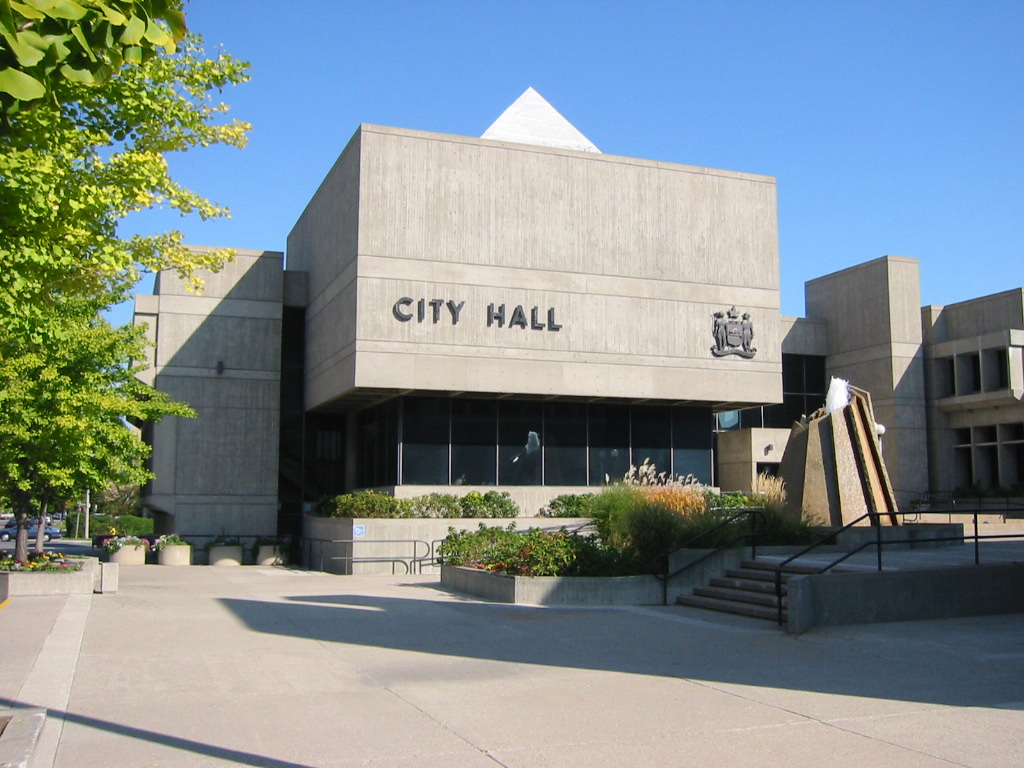
Rådhuset i Brantford.

Brantford är en stad i Brant County i provinsen Ontario i Kanada. Staden bebyggdes första gången 1784 då kapten Joseph Brant och irokeserna (Six Nations) lämnade New York för att kolonisera Kanada. Som belöning för deras lojalitet till den brittiska kronan fick de en stor del mark vid Grand River där Brantford ligger idag.

## Stad och storstadsområde
Staden, City of Brantford, har 90 192 invånare (2006) på en yta av 72,47 km². Storstadsområdet, Brantford Census Metropolitan Area, består av staden Brantford och kommunen Brant samt en del av Six Nations indianreservat. Området har totalt 124 607 invånare (2006) på en yta av 1 072,90 km². 

## Kända personer från Brantford
- Adam Henrique - ishockeyspelare för Anaheim Ducks.
- Alexander Graham Bell - telefonens uppfinnare, bosatte sig här vid 23 års ålder.
- Phil Hartman - skådespelare, röst till Lionel Hutz och Troy McClure i TV-serien The Simpsons.
- Wayne Gretzky - världens bästa ishockeyspelare genom tiderna.
- Walter Gretzky, Wayne Gretzkys far och allmänt känd som filantrop i Brantford.[3]